# Pre-money valuation
La pre-money valuation è un termine ampiamente usato nei settori private equity o venture capital, che si riferisce alla valutazione di un'azienda o azioni precedenti ad un investimento o finanziamento. Se un investimento aggiunge capitale ad un'azienda, essa avrà differenti valutazioni prima e dopo l'investimento stesso. Pertanto si riferisce ad una valutazione ante investimento.
Investitori esterni, come venture capitalist o angel investor useranno tale strumento per determinare l'ammontare del rientro in capitale del loro investimento nei confronti di un imprenditore e la sua startup. Esso è completamente calcolato su basi dilazionate.
Solitamente un'azienda riceve alcune tornate di finanziamenti (cosiddette Round A, B, C, etc...) piuttosto che una grossa cifra al fine di diminuire il rischio per gli investitori e motivare l'imprenditore. I concetti di pre- e post-money valuation si applicano ad ogni tornata.
Round A
Gli azionisti della Widgets, Inc. possiedono 100 azioni, al 100% in equity. Se un investitore immette 10 milioni di dollari (round A) nell'azienda in rientro per 20 azioni appena emesse, la post-money valuation sottintesa sarà:
	$10 milioni * (120 / 20) = $60 milioni
Ciò implica una pre-money valuation uguale alla post- meno l'ammontare	 dell'investimento. In questo caso:
	$60 milioni – $10 milioni = $50 milioni
Gli azionisti diluiscono la loro proprietà a 100/120 = 83,33%
Round B
Si assuma che la stessa Widgets, Inc. ottenga la seconda tornata di finanziamento, round B. Un nuovo investitore si accorda per fare un investimento di $20 milioni per 30 azioni appena emesse. Se si segue l'esempio precedente, egli possiede 120 azioni in arretrato. La post-money valuation è:
	$20 milioni * (150 / 30) = $100 milioni
La pre-money valuation è:
$100 milioni – $20 milioni = $80 milioni
Gli azionisti originari diluiscono ulteriormente la loro proprietà a  100/150 = 66.67%.
Upround and downround
Upround and downround sono tue termini associati alla pre- e post-money valuation. Se la pre-money valuation della tornata imminente è più alta rispetto alla post-money valuation dell'ultima fase, l'investimento viene chiamato upround. Viceversa l'opposto sarà il downround. Nel caso precedente il round B era un investimento upround, per il fatto che la pre-money B ($80 milioni) era più alta rispetto alla post-money A ($60 milioni). Un'azienda di successo ha solitamente una serie di upround fino a che non venga fatta un'offerta pubblica iniziale, sia venduta o incorporata. Downround sono delle fasi gravose a carico degli azionisti e imprenditori, per le loro sostanziali perdite di proprietà e il danno che provocano alla reputazione dell'azienda. Tuttavia furono comuni durante la bolla finanziaria delle dot-com, dal 2000 al 2001.